# Langue des signes

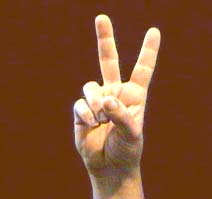
Lettre V en langue des signes québécoise.

Les langues des signes sont les langues visuo-gestuelles (produites par les mouvements des mains, du visage et du corps dans son ensemble) qui ont émergé au contact des personnes sourdes et/ou muettes entre elles et dont l'évolution au cours du temps résulte de la pratique de leurs locuteurs. Elles assurent toutes les fonctions remplies par les langues vocales.

## Histoire
Depuis le congrès de Milan de 1880, les méthodes orales ont été privilégiées dans l'éducation des enfants sourds, au détriment des langues visuelles. Dans les années 1960, le linguiste William Stokoe analyse la structure de la langue des signes américaine (American Sign Language, ASL) et met en évidence qu'elle possède les mêmes caractéristiques linguistiques structurelles que les langues parlées : une phonologie, une grammaire utilisant une syntaxe. Cette découverte apporte alors une légitimité aux langues des signes, qu'elles n'avaient pas auparavant. Les langues des signes entrent alors dans l'éducation des enfants sourds de certains pays. En 1980, la Suède décide ainsi que l'éducation des sourds doit être bilingue : la langue des signes est la première langue des enfants sourds, et le suédois est la langue seconde. Des pays de plus en plus nombreux suivent cet exemple,.

## Linguistique
Les langues des signes sont des langues naturelles, qui, au même titre que les langues vocales, ont émergé et évolué spontanément au cours du temps par la pratique de leurs locuteurs, sans planification ni prescription consciente ou explicite. Il importe en ce sens de les distinguer du langage parlé complété (LPC) et du français en signes, modes de communication créés artificiellement par certains courants pédagogiques.
Des recherches linguistiques récentes, menées sur deux langues des signes apparues récemment en Palestine confirment l'émergence autonome des langues des signes et, partant, leur dimension naturelle : la langue des signes palestinienne, résultant du contact de différentes langues des signes apportées par la migration qu'a connue le pays au cours du XXe siècle, et la langue des signes bédouine d'Al-Sayyid, apparue spontanément au sein d'une communauté autonome de bédouins comptant de nombreuses personnes sourdes et installée depuis 200 ans dans la région du Néguev. Ces recherches se sont ainsi penchées sur l'évolution de leur grammaire au cours des générations. Elles ont décrit l'apparition, en trois générations, d'une des caractéristiques centrales et propres à la grammaire de toutes les langues des signes : l'usage iconique de l'espace, notamment pour les verbes de déplacement et la plupart des verbes transitifs. Une telle évolution linguistique, à savoir l'apparition d'une caractéristique grammaticale absente des langues vocales environnantes, atteste l'autonomie de ces deux langues et, partant, de leur statut de langue naturelle à part entière.
Le caractère naturel des langues des signes est également attesté par des recherches historiques portant sur l'éducation des enfants sourds en Europe à partir de la fin du XVIIIe siècle initiée par l’abbé de L’Épée à Paris. S'il est difficile, faute de traces et documentations écrites, de remonter aux origines des langues des signes au-delà de cette période, l'étude de la scolarisation des enfants sourds a apporté la preuve que c'est premièrement le regroupement des enfants en institutions séparées qui a contribué à l'émergence des langues signées et a assuré leur transmission d'une génération à l'autre. En effet, l'éducation des enfants sourds a été marquée par des courants radicalement opposés à la langue des signes et à son usage pédagogique, notamment à la suite du Congrès de Milan de 1880, voire plus tôt déjà,. Or, même durant les périodes bannissant toute communication gestuelle, les langues des signes sont parvenues à se maintenir et à se diffuser parmi les enfants sourds. En regroupant les enfants sourds entre eux, les institutions à visée oraliste ont ainsi sans le vouloir contribué à la pratique des langues des signes en dehors de la classe et, partant, à leur transmission et diffusion.
Des recherches utilisant différentes méthodes de neuroimagerie ainsi qu'une méta-analyse récente ont montré que la langue des signes est traitée dans des réseaux cérébraux qui chevauchent le traitement du langage parlé.

### Phonétique et phonologie
Contrairement aux langues orales, qui s'appuient sur des sons produits par les cordes vocales et modulés par des mouvements d’articulation, les langues des signes (LS) utilisent une combinaison d’éléments visuels tels que la configuration des mains, l'emplacement spatial, le mouvement, l'orientation et les expressions faciales pour structurer et transmettre les unités de sens.
Le linguiste William Stokoe fut un pionnier dans l'analyse linguistique des LS. Dans les années 1960, il a démontré que l’American Sign Language (ASL) possède des structures aussi rigoureuses et organisées que celles des langues parlées. Depuis, les recherches de linguistes comme Wendy Sandler, Diane Lillo-Martin ou encore Diane Brentari ont permis de mieux comprendre la phonétique et la phonologie des LS et de mettre en lumière leur complexité.

#### Paires minimales
Un argument important en faveur d'unités distinctives minimales (phonèmes) en langue des signes repose sur l'existence de paires minimales, i.e. des paires de signes qui ne diffèrent que par un seul paramètre phonétique, illustrant ainsi l'importance de chaque composant dans la distinction des signes.

Par exemple, pour les paires de signes suivantes en langue des signes française (LSF), les signes A et B diffèrent minimalement par un seul trait distinctif (voir ci-dessous). Cette différence suffit à distinguer deux signes avec des significations différentes, démontrant l'importance de chaque paramètre dans la structure phonologique des LS.
a. REPOS

b. VACANCES
Ici, la paire minimale se différencie par la configuration de la main (en R pour repos, et en V pour vacances).
a. MER

b. BATEAU
Ici, la paire minimale est de nouveau différenciée par la configuration de la main.
a. MAISON

b. DEMANDER
Ici, la différence se fait par l'orientation des mains.

#### Caractéristiques phonologiques
1. Distinctivité : Les combinaisons de paramètres doivent être suffisamment différentes pour éviter les ambiguïtés. Par exemple, un changement dans l’emplacement d’un signe peut modifier son sens.
2. Phonèmes visuo-gestuels : Les langues des signes reposent sur des unités minimales distinctives, souvent comparées aux phonèmes dans les langues orales. Ces phonèmes peuvent inclure des différences dans le mouvement ou l'orientation.
3. Assimilation et contraintes phonotactiques : Les LS présentent des phénomènes d’assimilation où des éléments d’un signe influencent un signe adjacent. Par exemple, l’orientation ou la configuration d’un signe peut changer pour faciliter la fluidité.

Considérons la phrase signée suivante en LSF:
MAISON MANGER

"Manger à la maison."
En isolation, le signe MAISON se réalise avec une main en forme de toit (configuration triangulaire avec les doigts tendus); le signe MANGER se réalise avec une main en bec, où les doigts sont rassemblés et touchent la bouche. Pour faciliter la transition entre ces deux signes, la configuration finale de MAISON peut être modifiée pour adopter une forme plus proche de la configuration initiale de MANGER; ainsi, au lieu de terminer MAISON avec une forme triangulaire, la main peut adopter une configuration en bec à la fin du mouvement, anticipant ainsi le signe suivant (MANGER).
Ce phénomène (assimilation progressive) se produit pour réduire l'effort articulatoire et améliorer la fluidité entre les signes. Les contraintes physiques influencent ici la phonologie en alignant les configurations ou l'orientation des signes adjacents.
Ce type de modification ne change pas le sens global de la phrase car le contexte linguistique et visuel permet de maintenir l'intelligibilité. Toutefois, l'assimilation phonologique peut varier selon les locuteurs, leur style ou leur rapidité de communication.

#### Les cinq paramètres
La phonétique des langues des signes repose sur des unités visuelles minimales, ou "phonèmes visuels," organisées en cinq principaux paramètres. Ces paramètres, en interaction, permettent de distinguer les signes et de créer une grande variété d'expressions.
1. Configuration de la main
2. Emplacement ou lieu d’articulation
3. Mouvement
4. Orientation de la main
5. Marqueurs non-manuels

Prenons pour exemple le mot BATEAU en LSF:
- Configuration de la main : deux mains plates
- Emplacement ou lieu d’articulation : devant le signeur, niveau de l’abdomen
- Mouvement : ondulé, vers l’avant
- Orientation de la main : les mains l’une vers l’autre, tranchants vers le sol

##### Configuration de la main
La configuration de la main correspond à la forme que prennent les doigts et la main lors de la production d'un signe. La position des doigts, la présence ou l'absence de courbures, et l'ouverture ou la fermeture de la main jouent tous un rôle essentiel dans la distinction des signes. Exemples en LSF:
BLEU ici, la main est en configuration B.

JAUNE ici, elle est en configuration J.

##### Emplacement (ou lieu d’articulation)
Le lieu d'articulation se réfère à la position où le signe est produit par rapport au corps ou dans l’espace.
MAMAN ici, le signe est réalisé sur la joue.

GARCON ici, il est réalisé sur le front.

##### Mouvement
Le mouvement inclut la direction (haut, bas, rotation, avant, arrière) et la qualité du mouvement (circulaire, en va-et-vient, linéaire). Ce paramètre crée des contrastes sémantiques en modifiant l'action d'un signe.
AIMER ici, le mouvement part de l'abdomen et remonte vers l'interlocuteur.

NE PAS AIMER ici, le mouvement part de la poitrine et descend vers l'interlocuteur.

##### Orientation de la main
L'orientation de la main détermine la direction vers laquelle la paume ou les doigts sont orientés pendant la production d’un signe. La variation de l'orientation permet une large gamme de nuances.
NOUVEAU ici, la paume de la main est orientée vers le signeur.

PROFESSEUR ici, elle est orientée vers le sol.

##### Marqueurs non-manuels
Les marqueurs non-manuels incluent les expressions faciales, les mouvements de la tête, les mouvements des sourcils, des lèvres, ainsi que d'autres signes non-manuels. En LSF, mais aussi en ASL (American Sign Language, langue des signes américaine), les sourcils levés/froncés peuvent indiquer une question, tandis que les expressions faciales renforcent ou modulent l'intensité ou l'émotion d'un signe. Ce paramètre, absent des langues parlées, joue un rôle crucial dans l’expression grammaticale. Exemples en LSF:
COMMENT ici, les sourcils froncés et le fait de se pencher vers l'avant indique une question.

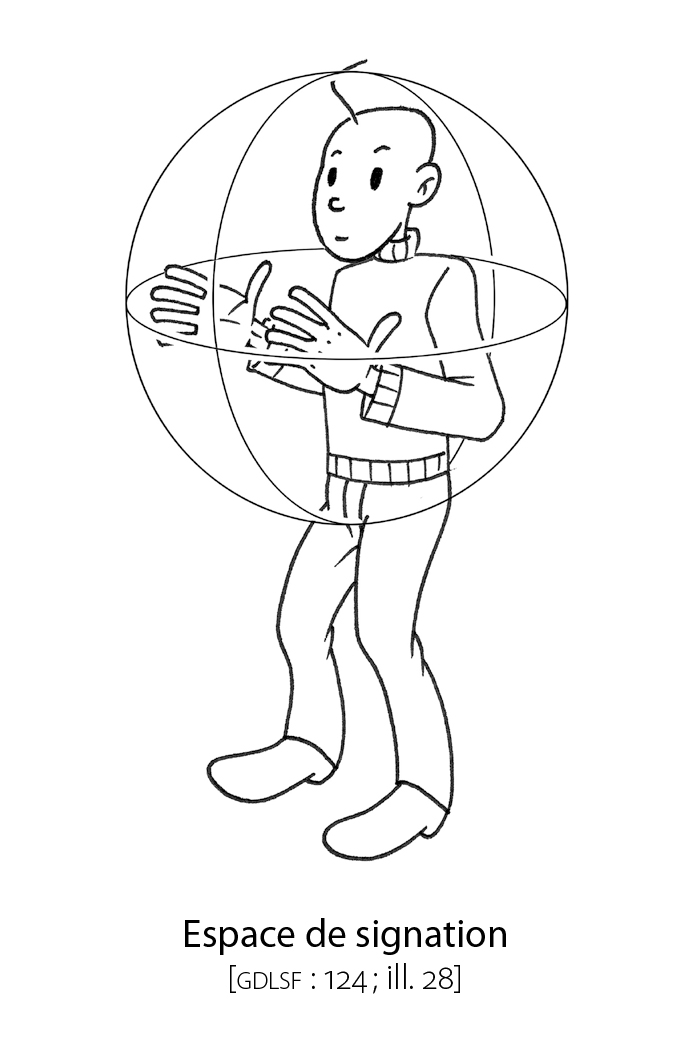
Figure 1: Schéma de l'espace de signation. (Laurent Verlaine, 2023)

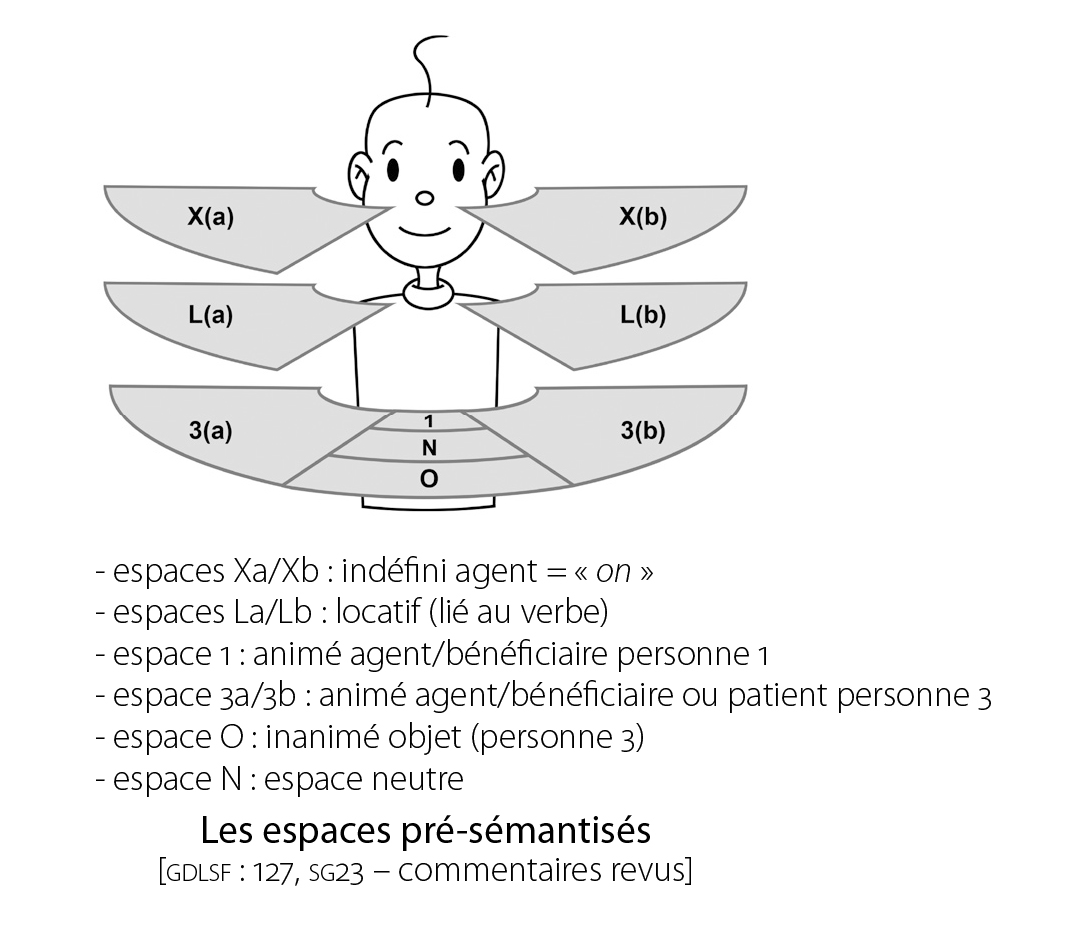
Figure 2 : Schéma de l'usage sémantique de l'espace en LS. (Laurent Verlaine, 2023)

DETESTER ici, l'expression faciale accentue le sentiment de dégoût.

### Syntaxe
Tout comme les langues orales, les langues des signes (LS) possèdent une syntaxe. Cette syntaxe comporte des éléments communs avec celle des langues orales, ainsi que des spécificités, dues notamment à la modalité visuelle-gestuelle qui caractérise ces langues.
Ces spécificités sont principalement dues à la capacité de ces langues à exprimer ou articuler plusieurs informations simultanément. Le discours est physiquement effectué dans l'espace autour du signeur (Figure 1), ce qu'on appelle la spatialisation. Le bon usage de cet espace de signation est primordial car il est pré-sémantisé, c'est-à-dire que la zone où les signes vont être réalisés (Figure 2) va permettre, par exemple, de déterminer le statut d'une catégorie employée (sujet ou objet), si un nom est animé ou non, ou encore les informations liées à la personne grammaticale.

#### L'ordre des mots
Les langues des signes présentent une plus grande flexibilité en ce qui concerne l'ordre des constituants syntaxiques. En revanche, tout comme pour les langues orales, cette flexibilité n'exclut pas qu'un ordre soit toujours privilégié (considéré alors comme "neutre" ou "non marqué"). Langues orales et langues signées se répartissent principalement entre les ordres SVO (Sujet-Verbe-Objet) et SOV (Sujet-Objet-Verbe), qui représentent environ 87% de la variation linguistique.
On observe une variation de cet ordre dans les langues signées, phénomène qui peut être largement attribué à la nature non linéaire des langues des signes. La spatialisation et l'iconicité permettant d'expliciter les relations syntaxiques entre les différents éléments de la phrase, l'ordre des constituants syntaxiques en LS est donc généralement moins contraint que celui observé dans les langues orales.
- SVO en langue des signes brésilienne (BSL), langue des signes taïwanaise ou en langue des signes américaine (ASL):

MAN NOTICE CHILD
homme remarquer enfant
"L'homme remarque l'enfant." 

(Fischer, 1975) 
- SOV en langue des signes autrichienne (ÖGS), langue des signes japonaise (JSL), ou langue des signes allemande (DGS):

MUTTER BLUME KAUF
mère fleur acheter
"Maman achète une fleur."

(Pfau, 2002) 
- Ordre flexible en langue des signes française (LSF), ou en langue des signes britannique (BSL)[15],[16].

La variation de l'ordre des mots en LS est influencée par plusieurs facteurs. En ASL (American Sign Language, Langue des signes américaine), l'ordre SVO est dominant, mais l'ordre SOV est aussi courant; cette variation implique souvent des pauses dans l'énonciation ou l'ajout de marqueurs non-manuels. Il a été observé que l'ordre SOV peut être accepté sans pause et sans marqueurs non-manuels si les signes sont iconiquement transparents, ou par l'usage de classificateurs.
Certains phénomènes comme la topicalisation (opération visant à mettre l'emphase sur un élément de la phrase en le ramenant en première position) entraînent une modification de l'ordre neutre. Par exemple, en ASL, les trois constructions suivantes sont grammaticales:
a. MAN NOTICE CHILD (SVO)
"L'homme remarque l'enfant." 
b. CHILD MAN NOTICE (OSV, topicalisation de l'objet)
"À propos de l'enfant, l'homme le remarque."
c. NOTICE CHILD MAN (VOS, topicalisation de verbe)
"Il remarque l'enfant, l'homme."

(ASL, Fischer 1975)

#### Le temps
L'expression du temps dans les LS n'est pas réalisée par ajout d'un morphème temporel sur le verbe, comme en français par exemple, mais s'effectue à l'aide d'autres stratégies grammaticales:

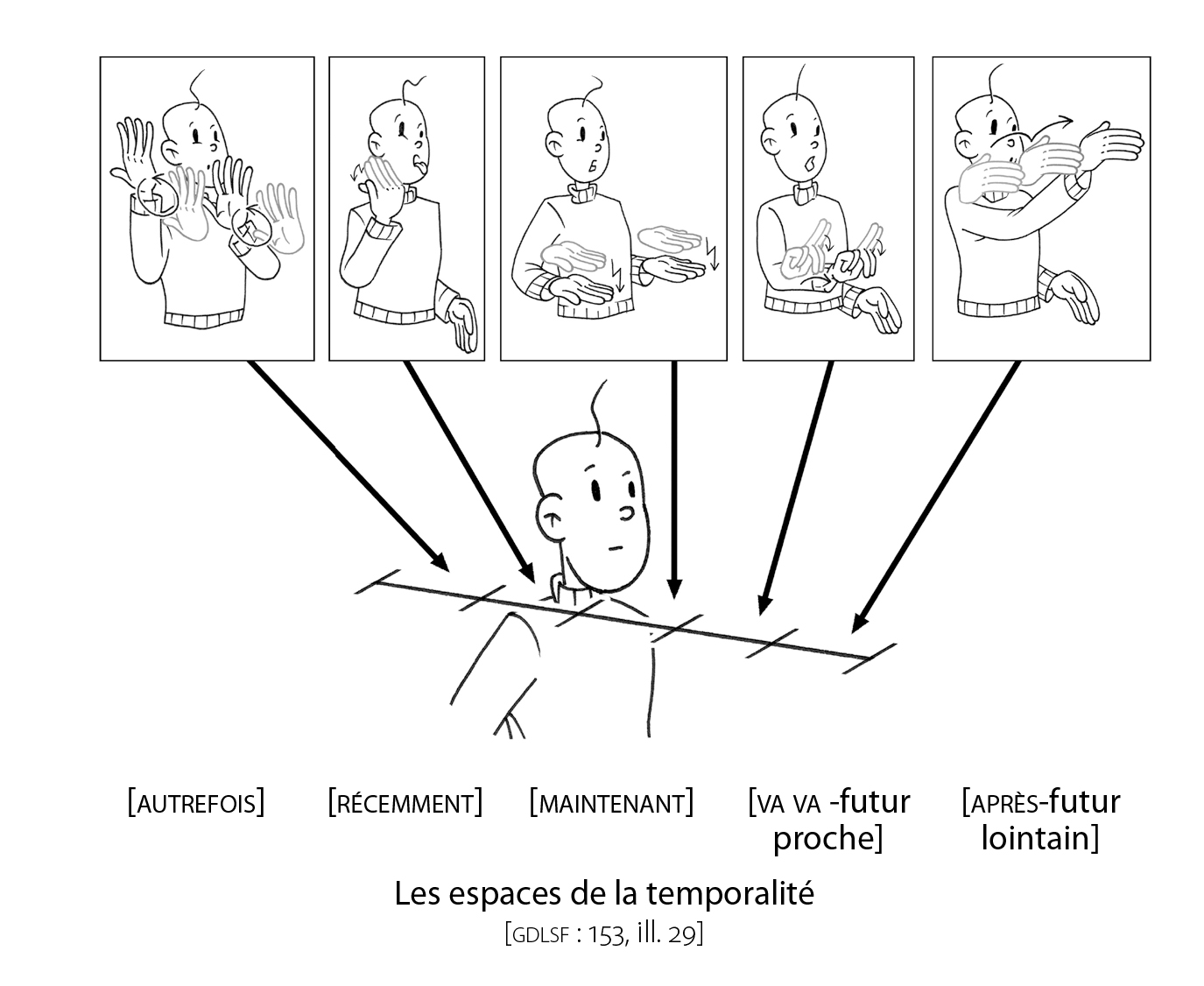
Figure 3: Schéma des signes lexicaux indiquant la temporalité (Laurent Verlaine, 2023)

- L'ajout de signes lexicaux qui une fois placé dans l'énoncé apportent une information temporelle (par exemple, en LSF, les signes HIER, DEMAIN, AUJOURD'HUI, DEPUIS/PENDANT 1, 2, 3... MOIS, JOURS, ANNÉE). Certains signes lexicaux permettent d'exprimer l'aspect verbal comme les signes AUTREFOIS, RÉCEMMENT, MAINTENANT, VA-VA, APRÈS pour déterminer l'aspect proche ou lointain (Figure 3). Par exemple, en LSF, l'utilisation du signe FINI pour l'aspect accompli, et des signes PAS FINI et PAS ENCORE pour l'aspect inaccompli;

- L'utilisation d'une ligne temporelle qui passe horizontalement de l'arrière du signeur vers l'avant. L'arrière du signeur représente le passé, la zone immédiatement devant le signeur le présent, et l'avant du signeur le futur. Le déplacement ou l'orientation d'un signe le long de cette ligne va déterminer le temps grammatical de référence. Par exemple, en LSF, les signes HIER ou DEMAIN ont la même configuration et se distinguent par leur mouvement, vers l'arrière pour HIER  et vers l'avant pour DEMAIN.

Au-delà du référencement dans l'espace, le temps grammatical peut également être réalisé à l'aide de marqueurs non-manuels (par exemple, un abaissement ou un déplacement des épaules vers l'arrière pour référencer la ligne temporelle précédemment mentionnée). On constate aussi en ASL l'usage d'expressions faciales pour indiquer si l'élément signé est temporellement proche ou lointain: sourcils froncés et bouche pincée pour un élément proche, sourcils relevés et bouche gonflée pour un élément lointain.

#### Subordination et phrases complexes
L’une des caractéristiques fondamentales des langues humaines, qu’elles soient orales ou visuelles, est la récursivité. On distingue plusieurs types de relations récursives en LS: 
- La juxtaposition, où deux propositions sont connectées en vertu de leur réalisation séquentielle;
- La subordination, effectuée à l'aide de marqueurs non manuels. Par exemple, dans la langue des signes Hong-Kongaise (HKSL), les propositions sont distinguées les unes des autres par un clignement des yeux. Le rapport entre des propositions peut également être signifié par la disposition dans l'espace, grâce aux mouvements de la tête et du buste[20].

- La coordination, effectuée à l'aide de signes tels que MAIS, OU, ALORS, QUAND MÊME servant à relier les propositions. Par exemple en langue des signes australienne:

K-I-M LIKE CAT BUT P-A-T PREFER DOG
"Kim aime les chats mais Pat préfère les chiens."

(Leeson & Saeed, 2012)
La distinction entre subordination et coordination en LS est difficile à établir, principalement en raison de l'absence de complémenteurs ou de conjonctions dans de nombreuses langues des signes. Quelques éléments permettent tout de même d'affirmer que les LS utilisent bien les deux stratégies. Par exemple, en ASL, la négation est exprimée de manière uniforme sur toute la structure dans les propositions subordonnées; en revanche, si deux phrases ne sont pas subordonnées mais simplement coordonnées, chaque proposition peut être négative indépendamment de l'autre.
En somme, les caractéristiques visuelles-gestuelles de ces langues offrent une grande variété de procédés articulatoires (configuration des mains, marqueurs non-manuels) permettant d'exprimer avec aisance des informations complexes. Les éléments qui semblent ne pas pouvoir être exprimés en LS peuvent tout de même être compris par le contexte, contexte qui est tout aussi important dans la compréhension pour les langues orales.

### Sémiologie
Vous pouvez aider à l'améliorer ou bien discuter des problèmes sur sa page de discussion.
- Il ne cite pas suffisamment ses sources. Vous pouvez indiquer les passages à sourcer avec {{référence nécessaire}} ou {{Référence souhaitée}}, et inclure les références utiles en les liant aux notes de bas de page. (Marqué depuis décembre 2024)
- Son contenu est rédigé entièrement ou presque à partir d'une seule source. N'hésitez pas à modifier cet article pour améliorer sa vérifiabilité en apportant de nouvelles références dans des notes de bas de page. (Marqué depuis décembre 2024)

- Archive Wikiwix
- Bing
- Cairn
- DuckDuckGo
- E. Universalis
- Gallica
- Google
- G. Books
- G. News
- G. Scholar
- Persée
- Qwant
- (zh) Baidu
- (ru) Yandex
- (wd) trouver des œuvres sur Wikidata

Si la langue des signes est enseignée et diffusée, elle est conçue en tant que « reproduction » d'une langue qu'elle visualise et gestualise. Il faut attendre William Stokoe pour que la langue des signes soit observée comme une langue à part entière grâce à la description selon le principe de la double articulation qu'André Martinet développe pour le langage humain en général et atteste pour la langue des signes dans l’introduction à l’Essai de grammaire de la langue des signes française de Nève de Mévergnies. Ces descriptions, très souvent menées selon les critères d'analyse des langues orales, ont contribué à faire peu à peu reconnaître à ces langues leur statut de langues naturelles à part entière. Cependant du fait que les langues des signes utilisent une modalité visuo-gestuelle et non audio-orale, elles mettent en place des structures spécifiques[réf. nécessaire], bien différentes de celles des langues orales et nécessitent donc une description circonstanciée.[réf. nécessaire]
Comme toute langue, une langue des signes nécessite un apprentissage mais il n'est pas nécessaire d'avoir une surdité pour apprendre ou communiquer en langue des signes. Par exemple de nombreux entendants (enfants de sourds, partenaires, ou interprètes et autres professionnels en contact avec des sourds) parviennent à développer un haut degré de bilinguisme. Selon le Ministère de la Culture, « les langues des signes sont pour les sourds, le seul mode linguistique véritablement approprié, qui leur permette un développement cognitif et psychologique d’une manière équivalente à ce qu’il en est d’une langue orale pour un entendant. »
On parle souvent quand on traite de la langue des signes d'une « pensée visuelle ».[réf. nécessaire] Elle remet en question ce que nous considérons habituellement comme appartenant au domaine de la linguistique.[réf. nécessaire] En effet, selon Christian Cuxac, dans une perspective sémiogénétique[Qu'est-ce que c'est?][réf. nécessaire], le modèle de la langue des signes française propose une bifurcation de visée entre deux types de structures (fréquemment imbriquées dans le discours) :
- les structures dites standard ou « signes standard », au caractère conventionnel ;[réf. nécessaire]
- les structures de grande iconicité, à visée illustrative.[réf. nécessaire]

### Prosodie illustrative
Vous pouvez aider à l'améliorer ou bien discuter des problèmes sur sa page de discussion.
- Il ne cite pas suffisamment ses sources. Vous pouvez indiquer les passages à sourcer avec {{référence nécessaire}} ou {{Référence souhaitée}}, et inclure les références utiles en les liant aux notes de bas de page. (Marqué depuis décembre 2024)
- Son contenu est rédigé entièrement ou presque à partir d'une seule source. N'hésitez pas à modifier cet article pour améliorer sa vérifiabilité en apportant de nouvelles références dans des notes de bas de page. (Marqué depuis décembre 2024)
- Son ton est trop élogieux, voire hagiographique. Le texte doit adopter un ton neutre et encyclopédique (aide). (Marqué depuis décembre 2024)
- Il comporte trop de citations, ou des citations trop longues, au point qu'elles peuvent contrevenir à l'un des principes fondateurs de Wikipédia. Pour l’améliorer, il convient, si ces citations présentent un intérêt encyclopédique et sont correctement sourcées, de les intégrer au corps du texte en les ramenant à une longueur plus raisonnable. (Marqué depuis décembre 2024)

- Archive Wikiwix
- Bing
- Cairn
- DuckDuckGo
- E. Universalis
- Gallica
- Google
- G. Books
- G. News
- G. Scholar
- Persée
- Qwant
- (zh) Baidu
- (ru) Yandex
- (wd) trouver des œuvres sur Wikidata

Les structures de grande iconicité[Qu'est-ce que c'est?] sont d'un emploi récurrent dans la conduite de récit. Elles sont extrêmement originales et particulières.[Neutralité] L'étude poussée de ces structures a permis de mettre en évidence différents types de transferts possibles dans un discours. Par exemple, le locuteur prend alors le rôle d’une personne ou encore, met en situation des formes. Christian Cuxac l'explicite ainsi : « Toutes les langues permettent de reconstruire des expériences, selon des stratégies variées. (…) dans les cas d’ajouts gestuels (ex : un ballon « grand comme ça ») (…), le geste accompagne ou complète la parole, (…) le locuteur prend la voix des personnages dont il parle, pour raconter une histoire. On observe alors des phénomènes de prosodie tout à fait intéressants, lors de ces prises de rôle. Au contraire, les langues des signes donnent à voir constamment, à des degrés divers. La grande iconicité est donc l’activation, dans le domaine du discours, d’une visée illustrative (ou iconicisatrice), lorsque la dimension donnée à voir est présente. »

## Aspects culturels et politiques

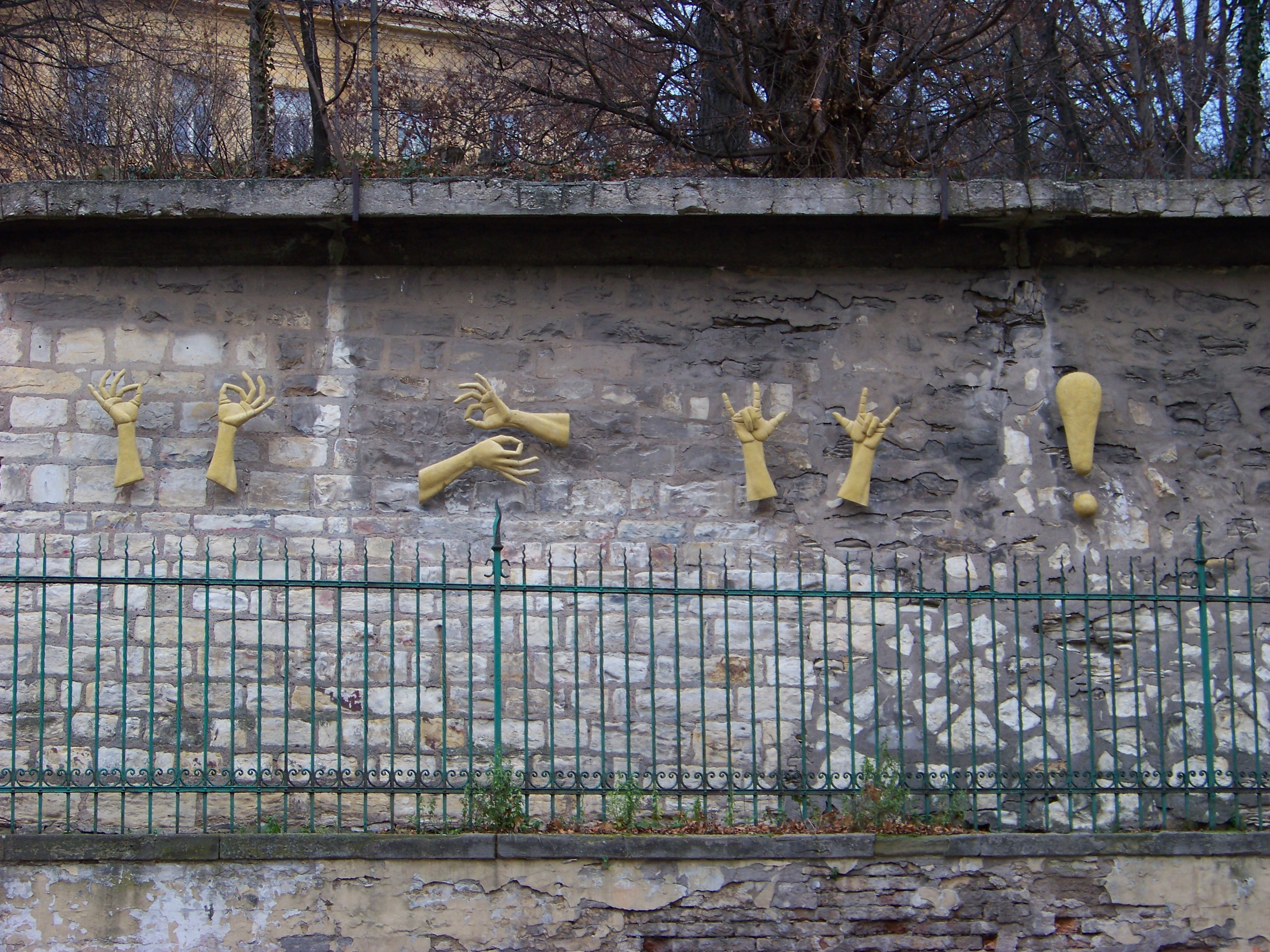
Relief en béton de langue des signes à Prague : La vie est belle, soyez heureux et aimez., par la sculptrice tchèque Zuzana Čížková, sur le mur d'une école pour les élèves sourds.

Les langues des signes (LS) ne sont pas universelles. Henri Wittmann (1991) a fourni une classification des langues des signes. Il existe en fait, tout comme pour le langage oral, autant de langues des signes que de communautés différentes de sourds, chaque langue des signes ayant son histoire, ses unités signifiantes et son lexique. Le développement d'une langue des signes dépend de la vivacité de la communauté des personnes qui la composent, comme pour une langue vocale. Les langues des signes sont indépendantes des langues orales pratiquées dans les mêmes régions ; par exemple, en France, le signe « Maman » est différent selon les régions voire selon les départements.
En dépit des différences entre les langues des signes du monde, la compréhension et la communication est rapidement possible entre deux personnes maîtrisant des langues des signes différentes. Cela pourrait s'expliquer par plusieurs facteurs : proximité des structures syntaxiques employées d'une langue des signes à une autre, ou encore existence pour certains mots de liens naturels entre signifiant et signifié (la lettre C imitée avec la main, le signe « téléphoner »...).

### Reconnaissance légale et soutien juridique à l'accès des sourds à la langue des signes
Seules quelques-unes de la centaine de langues des signes dans le monde ont obtenu une reconnaissance légale, les autres ne bénéficiant d'aucun statut officiel.
Aujourd'hui encore, faute d'information, de nombreuses personnes sourdes ou parents de sourds ne connaissent pas l'existence des langues des signes et considèrent avant tout la surdité comme un handicap. Il semble nécessaire d'avoir une approche différente de la simple vision curative de la surdité et de prendre en considération la réalité sociale et linguistique des langues des signes. De nombreux pays souhaitent avant tout un épanouissement des personnes et développent l'accès en langue des signes aux lieux publics, aux universités, etc.

### Reconnaissance des langues signées par pays
- En Algérie, la langue des signes algérienne (LSA) est reconnue officiellement par la loi du 8 mai 2002 relative à la protection et à la promotion des personnes handicapées.
- En Allemagne, la langue des signes allemande, est reconnue officiellement par la loi du 27 avril 2002[32].
- En Australie, l'auslan est reconnue officiellement en 1987 et en 1991 par le Gouvernement d'Australie.
- En Autriche, la langue des signes autrichienne est reconnue officiellement le 1er septembre 2005. La constitution d'Autriche est modifiée : Die Österreichische Gebärdensprache ist als eigenständige Sprache anerkannt. Das Nähere bestimmen die Gesetze (« La langue des signes autrichienne est reconnue comme langue indépendante »)[33].
- En Belgique, la langue des signes belge francophone est reconnue officiellement le 21 octobre 2003 par le parlement de la Communauté française de Belgique, la langue des signes flamande est reconnue le 26 avril 2006 par le parlement flamand et la langue des signes allemande est officiellement reconnue le 25 février 2019 par le parlement germanophone[34].
- Au Brésil, le libras est reconnue officiellement en 2002 dans le domaine de l'éducation. Il est statué que chaque enfant sourd a le droit d'apprendre en sa propre langue et d'avoir le portugais comme 2e langue.
- Dans la République tchèque, la langue des signes tchèque est reconnue en 1998[35].
- Au Canada, la province du Manitoba est la première à reconnaître officiellement la langue des signes américaine comme celle des communautés sourdes en milieu anglophone en 1988, suivi de l'Alberta qui reconnaît l'ASL comme langue optionnelle dans l'enseignement en 1990 et l'Ontario qui reconnaît l'ASL et la LSQ comme langues d'enseignement en 1993.
- Le Parlement européen approuve une résolution concernant les langues des signes le 17 juin 1988. La résolution demande à tous les États-membres la reconnaissance de sa langue des signes comme langue officielle des sourds.
- En Espagne, dans la Ley 27/2007, du 23 octobre, les langues de signes espagnoles sont reconnues officiellement[36].
- Aux États-Unis, American Sign Language est reconnue dans plusieurs États en tant que langue étrangère.
- En Finlande, la langue des signes finnoise est reconnue dans la Constitution de Finlande en août 1995.
- En France, dans l'article 75 du code de l'éducation, la langue des signes française est reconnue à part entière dans le domaine de l'enseignement sous la loi du 11 février 2005[37].
- En Norvège, la langue des signes norvégienne est reconnue. Une émission quotidienne Nyheter på tegnspråk (« Actualités en langue des signes ») est diffusée chaque jour sur la chaîne de télévision de Norsk rikskringkasting.
- En Nouvelle-Zélande, la langue des signes néo-zélandaise est la première langue des signes à devenir, le 11 avril 2006[38], une langue officielle. C'est la troisième langue officielle du pays, après l'anglais (langue officielle de facto) et le maori.
- En Ouganda, la langue des signes d'Ouganda est reconnue dans la constitution.
- Au Portugal, la langue des signes portugaise est reconnue dans le domaine de l'éducation dans la constitution du Portugal.
- En Slovaquie, la langue des signes slovaque est reconnue en 1995 dans la loi de langue des signes des sourds 149/1995.
- En Thaïlande, la langue des signes thaïlandaise est reconnue le 17 août 1999.
- Au Venezuela, la langue des signes vénézuélienne est reconnue le 12 novembre 1999 dans la constitution.

#### France
La loi no 2005-102 du 11 février 2005  pour l'égalité des droits et des chances, la participation et la citoyenneté des personnes handicapées reconnaît officiellement la LSF. Ses articles 19 et 75 insèrent les dispositions suivantes dans le code de l'éducation :
- Article L. 112-2-2 : Dans l'éducation et le parcours scolaire des jeunes sourds, la liberté de choix entre une communication bilingue - langue des signes et langue française - et une communication en langue française est de droit. Un décret en Conseil d'État fixe, d'une part, les conditions d'exercice de ce choix pour les jeunes sourds et leurs familles, d'autre part, les dispositions à prendre par les établissements et services où est assurée l'éducation des jeunes sourds pour garantir l'application de ce choix.
- Article L. 312-9-1 : La langue des signes française est reconnue comme une langue à part entière. Tout élève concerné doit pouvoir recevoir un enseignement de la langue des signes française. Le Conseil supérieur de l'éducation veille à favoriser son enseignement. Il est tenu régulièrement informé des conditions de son évaluation. Elle peut être choisie comme épreuve optionnelle aux examens et concours, y compris ceux de la formation professionnelle. Sa diffusion dans l'administration est facilitée.

Une émission d'information en langue des signes existe sur la chaîne de télévision France Info.

#### Nouvelle-Zélande
C’est le 11 avril 2006, après une troisième lecture du texte de loi, loi publique numéro 18, que le Parlement de Nouvelle-Zélande a reconnu la langue des signes comme langue officielle (NZSL). C’est le premier pays à reconnaître la langue des signes comme telle. Le but premier de cette loi étant de rendre obligatoire l’utilisation de la NZSL dans le système juridique afin de garantir à la communauté sourde d’avoir le même accès aux informations et aux services gouvernementaux que le reste de la population. Par conséquent, il s’agit également de faire preuve de reconnaissance aux personnes sourdes comme une communauté linguistique, auparavant considéré comme souffrant d’incapacités, notamment dans les politiques en lien avec la santé et l’éducation.
De plus, bien qu’il n’y ait aucune implication budgétaire à la reconnaissance de la NZSL, les personnes sourdes ont 16 Office des personnes handicapées du Québec qui ont participé au processus d’élaboration de la loi et en ont retiré une forme de reconnaissance qu’elles n’avaient pas auparavant et une meilleure connaissance du système politique.

### Films
- Le Pays des Sourds (Nicolas Philibert, 1992) : film documentaire
- Ridicule (Patrice Leconte, 1996) : devant une assemblée d'aristocrates au château de Versailles, l'abbé Charles-Michel de L'Épée présente ses élèves et leurs capacités.
- Sur mes lèvres (Jacques Audiard, 2001) : Carla Behm (Emmanuelle Devos), sourde, avertit son amoureux Paul (Vincent Cassel), recherché par des truands, du danger en langue des signes à travers la fenêtre.
- 11 regards sur le 11 septembre (co-réalisé par 11 réalisateurs, 2002) : dans l'un des 11 courts-métrages, Emmanuelle Laborit attend en banlieue new-yorkaise son compagnon parti à Manhattan, en cuisinant alors que la télévision diffuse, derrière elle (donc hors de sa vue), les images de l'effondrement des tours et elle ne comprend pas l'émotion de celui-ci à son retour.
- La Famille Bélier (Éric Lartigau, 2014) : seule entendante dans une famille de sourds, Paula (Louane Emera), tout en chantant, traduit pour cette dernière en langue des signes la chanson de Michel Sardou Je vole au cours d'une audition pour le concours de la maîtrise de Radio France.
- Marie Heurtin (Jean-Pierre Améris, 2014) : biographie de Marie Heurtin (1885-1921) femme française sourde et aveugle de naissance.
- J'avancerai vers toi avec les yeux d'un sourd (Laetitia Carton, 2015) : film documentaire sur la langue des signes française (LSF), la culture sourde et le monde des sourds.
- Koe no Katachi (Naoko Yamada, 2016) : adaptation en film animé de la série manga de Yoshitoki Oima. Ishida est un garçon qui se fait renvoyer de son lycée car il harcèle régulièrement Nishimiya, une collègue de classe sourde. Des années plus tard, il apprend la langue des signes et part à la recherche de la jeune fille.
- La Forme de l'eau (Guillermo del Toro, 2017) : le personnage principal est une muette ne s'exprimant qu'avec la langue des signes.
- Sans un bruit (John Krasinski, 2018) : l'humanité est au bord de l'extinction à la suite de l'apparition soudaine de monstres aveugles mais sensibles au moindre bruit. Pour ne pas se faire tuer, les quelques humains survivants restent muets en permanence et ne communiquent que par la langue des signes.
- Rampage (Brad Peyton, 2018) : Dwayne Johnson, qui joue un primatologue, communique avec son gorille albinos, George, par langue des signes.
- Sound of métal (Marius Marder, 2019) : Ruben est musicien de hard rock. Lorsqu'il devient brutalement sourd, il découvre le monde des Sourds.
- Hawkeye : Alaqua Cox, qui joue un rôle d'un personnage muet qui communique par la langue des signes.
- CODA : adaptation américaine de La Famille Bélier.
- Les Éternels (Chloé Zhao, 2021) : Lauren Ridloff, une actrice sourde interprète le personnage de Makkari, une Éternelle muette. C'est le premier super-héros sourd à faire son apparition au cinéma. Son statut de film du MCU, ainsi que l'engouement autour du personnage marque un regain d'intérêt pour les langues des signes.

### Personnalités sourdes ou ayant recours à la langue des signes
- Emmanuelle Laborit
- Sophie Vouzelaud
- Sean Berdy
- Deanne Bray

## Langue des signes pour bébés
Depuis la fin du XXe siècle, on assiste à l'émergence de l'utilisation de la langue des signes pour faciliter la communication entre parents et enfants pré-verbaux. Lors des trois premières années, l'utilisation de la Langue des signes pour bébés permet de communiquer avec le nourrisson et ainsi créer les premiers échanges entre parent et enfant.

### Langue des signes utilisée avec des enfants autistes
Certaines langues des signes se sont montrées être des compléments intéressants (ou une alternative) aux systèmes de communication dits « améliorés et alternatifs » (CAA) utilisés pour mieux communiquer avec les enfants autistes non verbaux (à condition qu'ils aient de bonnes capacités d’imitation motrice). Ceci semble aussi parfois faciliter la production de vocalisations et de mots. Selon une revue de la littérature publiée en 2022, la communication simultanée (associant la voix aux signes, et utilisant la syntaxe d’une langue vocale) était à cette date, le système d’apprentissage le plus documenté par les études sur le sujet.